# Гладкова, Олеся Владимировна
Олеся Владимировна Гладкова (род. 1 августа 1980 года) — российская спортсменка (бокс, кикбоксинг, тайский бокс), заслуженный мастер спорта по кикбоксингу (2003) и боксу (2006).

## Карьера
Боевыми искусствами занимается с 12 лет. Тренируется у Валерия Дмитриевича Колигова.
Чемпионка мира, победительница Кубка мира и двукратная чемпионка Европы по боксу, девятикратная чемпионка мира, трёхкратная чемпионка Европы по кикбоксингу и двукратная чемпионка мира по тайскому боксу.
Победитель Чемпионат мира WAKO в городе Белград, Югославия (2001); Париж, Франция (2003); Португалия (2007).
Победитель Европа WAKO в городе Москва (2000); Италия (2002); Монтенегро (2004).
Победитель Чемпионат мира WKA в Италии (2001).
Победитель Чемпионат мира WPKA в Греции (2004).
Победитель Чемпионат мира WKA- IAKSA в Швейцарии (2004).
Победитель Чемпионат мира WKA в Бельгии (2003).
Победитель II Всемирных Игр боевых искусств в городе Санкт-Петербурге (2013).